# Grantjärnen (Umeå socken, Västerbotten)
Grantjärnen är en sjö i Umeå kommun i Västerbotten och ingår i Umeälvens huvudavrinningsområde.